# Vassar College

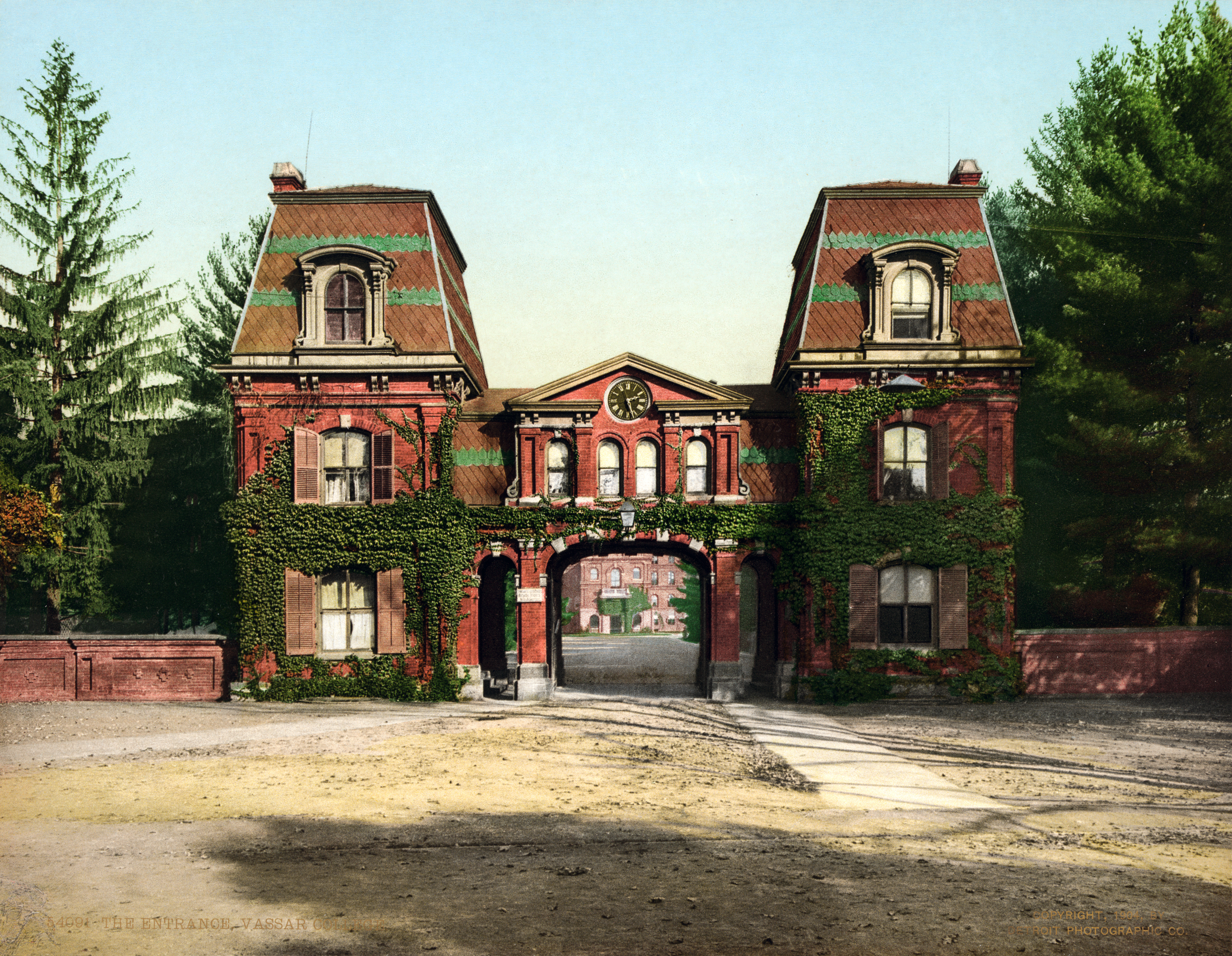
Ingang van Vassar College (1904)

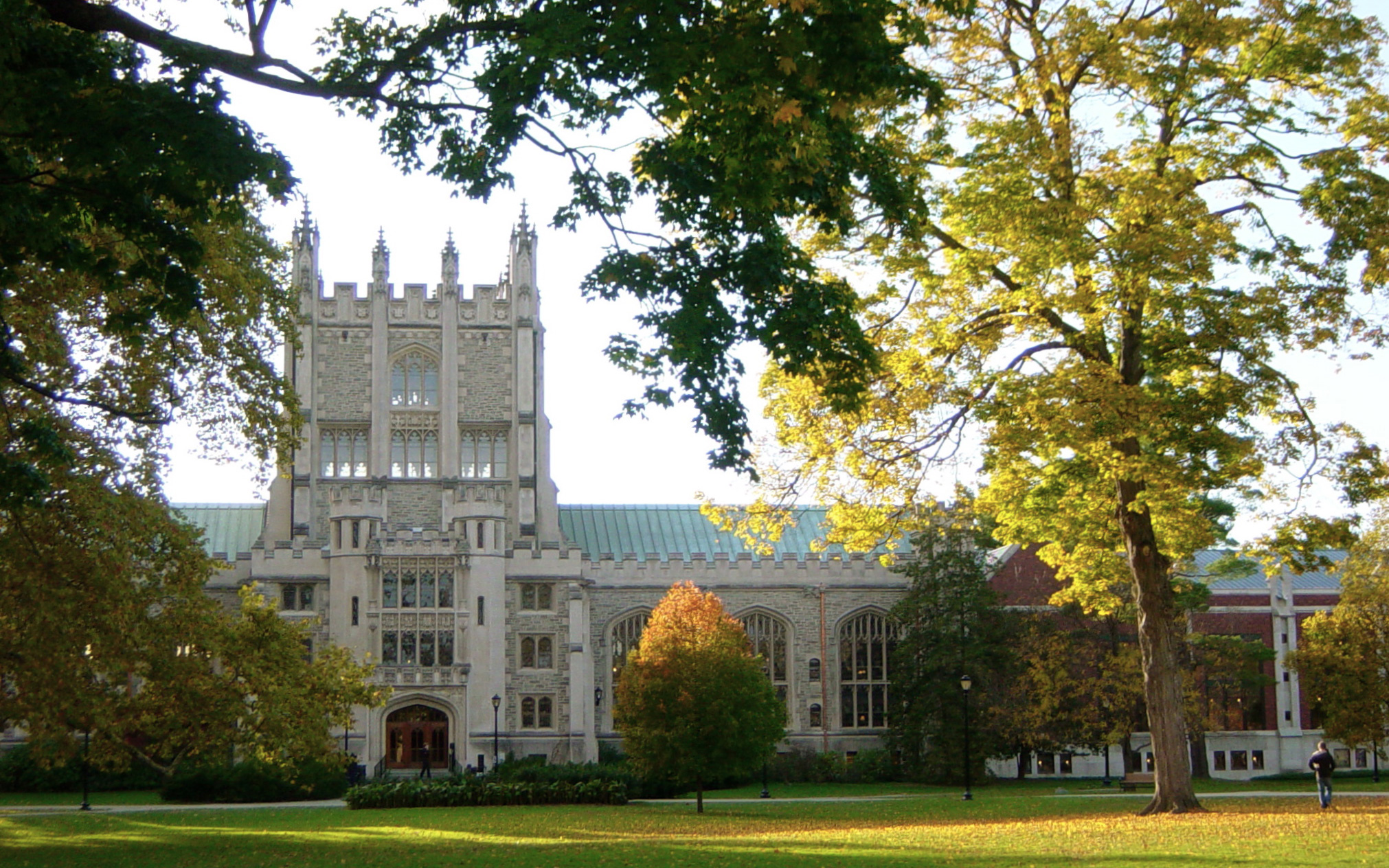
Thompson Library op de campus van Vassar College

Vassar College is een particulier liberal arts college in de stad Poughkeepsie in Amerikaanse staat New York. De school werd in 1861 opgericht door Matthew Vassar en was toen de eerste Amerikaanse instelling voor hoger onderwijs die diploma's uitreikte aan vrouwelijke studenten. Vassar College is een van de historische Seven Sisters, de eerste elitescholen voor vrouwen uit de zogenaamde WASP-gemeenschappen, en heeft historisch sterke banden met Yale University. In 1969 werden ook mannelijke studenten toegelaten en tegenwoordig is de school volledig geïntegreerd.
Vassar wordt nog altijd als een prestigieuze universiteit beschouwd. In de jaarlijkse ranglijst van de beste liberal arts colleges door U.S. News & World Report staat Vassar in 2016 op een gedeelde twaalfde plaats. Vassar College hanteert een strenge selectieprocedure en aanvaardde in 2015 net geen 26% van alle inschrijvingen. Het college biedt bacheloropleidingen aan in meer dan vijftig majors. Het curriculum is flexibel, zodat studenten verschillende studiegebieden kunnen combineren. Aan de universiteit zijn tientallen sociale, culturele en sportieve verenigingen verbonden.

## Alumni
Enkele bekende alumni zijn:
- Anne Armstrong, diplomaat en politica
- Elizabeth Bishop, dichteres en schrijfster
- Mary Borden, schrijfster en oorlogsvrijwilligster
- Jenny Brown Baker, moeder van Sara Josephine Baker, die naar Vassar zou gaan maar dit uiteindelijk niet kon betalen en arts werd
- Mary Cover Jones, psychologe
- Erin Daniels, actrice
- Lois Fisher-Dietzel, beleidsmaker, journaliste en schrijfster
- Jane Fonda, actrice
- Alicia Goranson, actrice
- Katharine Graham, krantenuitgeefster
- Elizabeth Hawes, modeontwerper
- Grace Hopper, wiskundige, informaticus, natuurkundige en marine-officier
- Lisa Kudrow, actrice
- Christine Ladd-Franklin, wiskundige en psycholoog
- Mary McCarthy, schrijfster, criticus en activiste
- Edna St. Vincent Millay, dichteres, toneelschrijfster en activiste
- Rosalie Rayner, psychologe
- Vera Rubin, astronome
- Ellen Semple, geografe
- Meryl Streep, actrice
- Ellen Swallow Richards, scheikundige